# Maurycy Weber
Maurycy Weber (zm. w 1884 roku) – weteran powstania listopadowego, oficer powstania styczniowego, był z pochodzenia Żydem.